# チュムポーン空港
チュムポーン空港（チュムポーンくうこう、タイ語 : ท่าอากาศยานชุมพร、英語 : Chumphon Airport ）は、タイ王国南部、チュムポーン県パティオ郡チュムコー町（タンボン）にある空港。

## 施設
滑走路は06/24方向に2,100m (6,890 ft) の長さの物が1本あり、誘導路は無く航空機は滑走路の両端で折り返す。また空港ターミナルビルにボーディング・ブリッジはなく乗客は搭乗検査後、徒歩にて駐機場まで向かう。

## 就航航空会社と就航都市

### 国内線
| 航空会社   | 就航地                     |
| ---------- | -------------------------- |
| ノックエア | ドンムアン空港（バンコク） |